# Dolenja vas, Divača
Dolenja vas je naselje v Občini Divača. 

## Geografija
Naselje leži na najširšem delu Senožeškega podolja okoli 3 km severozahodno od Senožeč. V vasi je močan studenec, h kateremu so prihajali v sušnih časih, ko še ni bilo vodovoda, po vodo iz oddaljenih vasi. Kot marsikje na  Krasu so tudi tu nekdaj pozimi v velikem kalu in globoki ledenici sekali led in ga vozili v Trst; pozimi, ko privrši z Nanosa čez Kras burja, so namreč tod pogosto nizke temperature.
Na Griškem polju, nedaleč od vasi, nastaja prva velika vetrna elektrarna v Sloveniji, Vetrna elektrarna Dolenja vas

## Umetniški spomeniki
Pomembnejši objekt v vasi je s kamnitimi ploščami krita podružnična cerkev Žalostne Matere božje, ob kateri je dobro ohranjen tabor s samostojno stoječim taborskim stolpom s strelnimi linami v štirih nadstropjih. V stolpu je imela vsaka domačija določen prostor za shranjevanje živil. V cerkvi so odkrili slikovite freske naslikane v več obdobjih. V prezbiteriju, ki je bil leta 1460 zvezdasto obokan in poslikan so Kristus v mandorli, cerkveni očetje, in simboli evangelistov. Na stenah prezbiterija in na slavoloku so poznogotske freske iz okoli leta 1510, ki kažejo na italijanske renesančne vplive (apostoli, Kristusovo rojstvo, Marijina smrt, Oznanenje, Kajn in Abel).